# Othresypna pseudoumbrosa
Othresypna pseudoumbrosa là một loài bướm đêm trong họ Noctuidae.